# Parador (Unternehmen)
Die Parador GmbH ist ein deutscher Hersteller von Produkten zur Boden- und Wandgestaltung mit Sitz in Coesfeld (Nordrhein-Westfalen). Das 1977 gegründete Unternehmen produziert Laminat, Parkett und elastische Bodenbeläge sowie Dekorpaneele für Wand und Decke. Produktionsstätten sind Coesfeld und Güssing in Österreich.

## Geschichte
Das Unternehmen wurde 1977 in Coesfeld gegründet und produzierte zunächst ein Paneel mit Rundkante. 1983 erfolgte die Markteinführung des Möbelprogramms EBS, mit dem Möbel nach einem Baukastenprinzip gefertigt und aufgebaut werden.
Seit 1995 produziert Parador Laminatböden und spezialisierte sich in den Folgejahren auf die Produktion von Bodenbelägen. Im Jahr 2000 präsentierte Parador den ersten Parkettboden mit Automatik-Click-System. 2001 fusionierte Parador mit der Gebrüder Meyer Parkettindustrie GmbH in Güssing und produziert an diesem Standort Fertigparkett. 2003 wurde das Sortiment um Massivholzdielen und ein fugenloses Gestaltungspaneel für Wand und Decke, das so genannte ClickBoard, erweitert. Ab 2004 wurden erstmals Massivholzdielen mit Klickverbindungen produziert. Die Markteinführung der Bodenkollektion Classic mit ProAir-System erfolgte im Jahre 2007. Im gleichen Jahr übernahm Parador alle Anteile an der Gebrüder Meyer Parkettindustrie GmbH. Seit 2011 präsentiert Parador regelmäßig Design Editionen für Parkett und Laminat, die in Zusammenarbeit mit namhaften Designern und Architekten entstehen.
Die Nord Holding Unternehmensbeteiligungsgesellschaft erwarb mit Wirkung zum 1. Oktober 2016 Parador samt Tochtergesellschaften von dem bisherigen Eigentümer, der Hüls-Unternehmensgruppe.
Seit Juli 2018 ist HIL, eine Tochtergesellschaft der indischen CK Birla Group, neuer Haupteigentümer von Parador. HIL Limited ist Produzent von Baustoffen und Bauelementen in Indien.
Im März 2024 nahm Parador ein neues Logistikzentrum in Coesfeld in Betrieb.

## Produktion und Vertrieb
Parador vertreibt seine Produkte weltweit über den Bodenbelagsfachhandel. Außerhalb Europas nimmt zudem das Objektgeschäft eine wachsende Bedeutung ein. Parador hat etwa 4000 Handelspartner in 80 Ländern. Die Exportquote liegt bei rund 50 %. Das Unternehmen positioniert sich als Endverbrauchermarke.
Seit 2012 ist Parador Partner der Stiftung „Plant-for-the-Planet“.

## Auszeichnungen
Für seine Zusammenarbeit mit Designern und Architekten wurde Parador mit dem red dot Award für Produktionsdesign, dem AIT Award und dem German Design Award ausgezeichnet.
2025 wurde Parador mit dem Flooring Innovation Award ausgezeichnet und gewann beim Ecovadis Nachhaltigskeitranking Gold.